# Déli szénalepke
A déli szénalepke (Coenonympha dorus)  a rovarok (Insecta) osztályának a lepkék (Lepidoptera) rendjéhez, ezen belül a tarkalepkefélék (Nymphalidae) családjához tartozó faj. Délnyugat-Európa és Észak-Afrika mediterrán éghajlatú füves hegyoldalain fordul elő, 2000 méteres magasságig.

## Megjelenése
A déli szénalepke szárnyának fesztávolsága kb. 3,5 cm. Barnás narancssárga elülső szárnyának fonákán egyetlen, a világos hullámvonal díszítette hátsó szárny szegélye mentén több kisebb világos gyűrűs szemfolt található. A szürkésbarna alapszínű szárnyak felszínén sötét szemfoltok láthatók.
Június-júliusban röpülnek ki imágói, különféle füvek, különösen csenkeszfajok a tápnövényei.